# Verwaltungsgemeinschaft Kirchenthumbach
Die Verwaltungsgemeinschaft Kirchenthumbach liegt im Oberpfälzer Landkreis Neustadt an der Waldnaab und wird von folgenden Gemeinden gebildet:
1. Kirchenthumbach, Markt, 3237 Einwohner, 67,42 km²
2. Schlammersdorf, 851 Einwohner, 20,33 km²
3. Vorbach, 1071 Einwohner, 13,54 km²

Sitz der Verwaltungsgemeinschaft ist Kirchenthumbach.